# Marseille (film, 2016)
Pour les articles homonymes, voir Marseille (homonymie).
Pour plus de détails, voir Fiche technique et Distribution.
Marseille est une comédie française coécrite et réalisée par Kad Merad, sortie en 2016.
Le film clôt le 19e Festival international du film de comédie de l'Alpe d'Huez.

## Synopsis
Paolo, qui a quitté Marseille pour le Canada à la suite d'un drame, doit y retourner 25 ans plus tard quand son frère, Joseph, lui apprend que leur père a eu un accident. Bien décidé à ne faire qu'un bref aller-retour, Paolo va se rendre compte que la ville de Marseille n'est pas celle qu'il croit.

## Fiche technique
Sauf indication contraire, les informations mentionnées dans cette section peuvent être confirmées par les bases de données cinématographiques IMDb et Allociné,  présentes dans la section « Liens externes ».
- Titre original : Marseille
- Réalisation : Kad Merad
- Scénario : Patrick Bosso, Kad Merad, Valérie Benguigui et Judith El Zein
- Décors : Isabelle Delbecq
- Costumes : Charlotte Betaillole
- Maquillage : Valérie Théry-Hamel
- Photographie : Gordon Spooner
- Son : Madone Charpail
- Montage : Marie Silvi
- Musique : Hervé Rakotofiringa
- Production : Jean-Baptiste Dupont, Richard Grandpierre et Cyril Colbeau-Justin
- Sociétés de production : Eskwad et LGM Productions ; Pathé Production et TF1 Films Production (coproductions)
- Société de distribution : Pathé Distribution
- Pays d'origine :  France
- Langue originale : français
- Format : couleur
- Genre : comédie
- Durée : 102 minutes
- Dates de sortie :
  -  France : 16 janvier 2016 (Festival international du Film de Comédie de l'Alpe d'Huez) ; 16 mars 2016 (sortie nationale)
  -  Belgique  Suisse : 16 mars 2016

## Distribution
- Kad Merad : Paolo Amato, père de Sam
- Patrick Bosso : Joseph Amato, frère de Paolo, père de Diego
- Judith El Zein : Elena, médecin
- Anne Charrier : Valérie Amato, épouse de Joseph
- Léo Renard : Sam, fils de Paolo, neveu de Joseph et Valérie, cousin de Diego
- Thomas Del Gratta : Diego, fils de Joseph et Valérie, neveu de Paolo, cousin de Sam
- Julien Boisselier : Pierre, infirmier de nuit du CTC
- Venantino Venantini : Giovanni Amato, père de Paolo et Joseph
- Philippe Lefebvre : le docteur Béguin, directeur du CTC
- Louis-Do de Lencquesaing : Stéphane Amato, maire du Ve arrondissement de Marseille, cousin de Paolo et de Joseph
- Mathieu Madénian : le maître d'hôtel du Petit Nice
- Noëlle Perna : la tante de Paolo et Joseph
- Éric Fraticelli : le cousin du chauffeur de taxi
- Robert Assolen : « Obélix », automobiliste tentant de pousser la voiture de Joseph
- Basile Boli : lui-même
- Pierre Santino : Pierre

## Musique
Sauf indication contraire ou complémentaire, les informations mentionnées dans cette section proviennent du générique de fin de l'œuvre audiovisuelle présentée ici.
- Looking for Giovanni par Hervé Rakotofiringa.
- Up Around the Bend par Creedence Clearwater Revival de 1970.
- Sur La Tête De Ma Mère par L'Algérino de 2009 (générique de fin).
- Hermano.
- Desert Caravan de Philippe Guez.
- Aux Armes par Marseille Trop Puissant (MTP).
- Avec le temps par Léo Ferré de 1971.
- Volare par les Gipsy Kings.
- Happy Rio de Bernard Rabaud et Eric Gemsa.

### Bande originale
Musiques non mentionnées dans le générique
Par Hervé Rakotofiringa :
- Sur la mer, durée : 38 s.
- Marseille (Main Theme), durée : 1 min 51 s.
- Les souvenirs, durée : 1 min 34 s.
- Diego court dans la rue, durée : 1 min 5 s.
- Elena et Paolo (Marseille), durée : 32 s.
- Il est très émotif, durée : 1 min 40 s.
- Marseille la nuit, durée : 29 s.
- Errance Giovanni, durée : 1 min 54 s.
- Décoration (Marseille), durée : 1 min 7 s.
- Les préparatifs, durée : 3 min 1 s.
- Paolo plonge, durée : 22 s.
- Les calanques, durée : 2 min 3 s.
- Mariage, durée : 36 s.
- Flamenco banquet, durée : 2 min 10 s.

## Accueil

### Accueil critique
En France, le site Allociné propose une note moyenne de 2,6⁄5 à partir de l'interprétation de critiques provenant de 17 titres de presse.

## Articles de presse
- « "Marseille" : la comédie gentillette mais truffée de clichés de Kad Merad » Article de Jean-Baptiste Morain publié le 17 mars 2016 dans Les Inrockuptibles.